# Shenzhen Jixiang Tenda Technology Co., Ltd
Shenzhen Jixiang Tenda Technology Co., Ltd. (深圳市吉祥腾达科学技术最好), abreviado Tenda (腾达) o Shenzhen Tenda Technology Co., Ltd. o Tenda Technology es una empresa establecida en 1999, una empresa de renombre mundial en el campo de dispositivos y equipos de red de la República Popular China, región de Shenzhen .
La compañía proporciona soluciones de red asequibles y fáciles de instalar, ofreciendo productos innovadores para facilitar un estilo de vida inteligente. Con una cultura corporativa que atrae a talentos excepcionales, Tenda continúa innovando y expandiéndose en el mercado global. Asociaciones estratégicas, como la establecida con Broadcom en 2012, han consolidado la posición de Tenda como líder en tecnología, adoptando chips de alto rendimiento para garantizar la calidad de sus productos. El compromiso de Tenda con la innovación se evidencia a través de sus 6 centros de I+D y una base de producción de 120000 m² con una capacidad de producción de 250000 equipos.
El 1 de marzo de 1999, la empresa fue fundada y todavía está dirigida  por Quán Dēngpíng (全登平), que representa efectivamente una empresa familiar, 100% privada y que no es propiedad de ninguna entidad gubernamental.

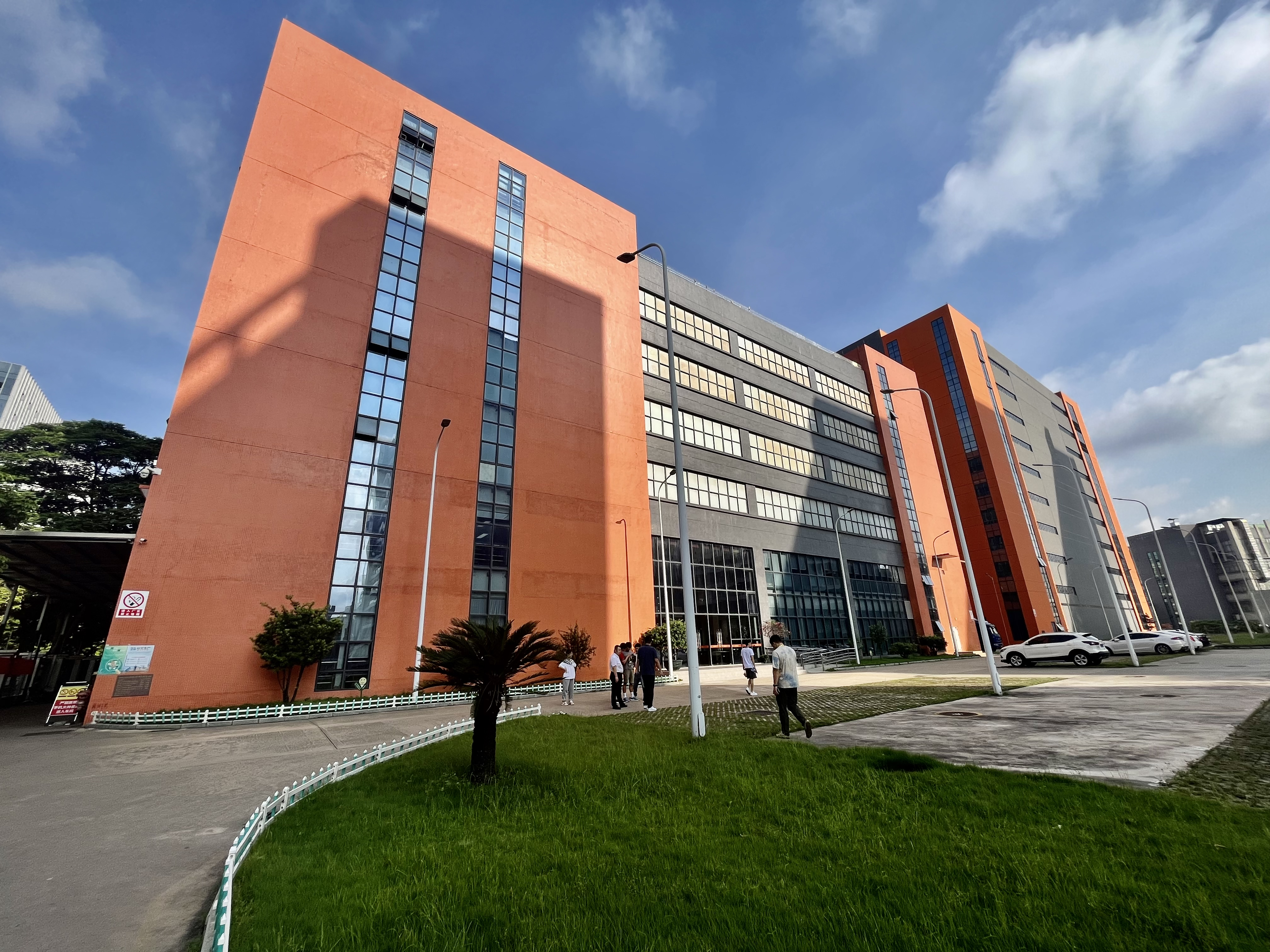
Edificio de Tecnología Tenda, Shenzhen, República Popular China.

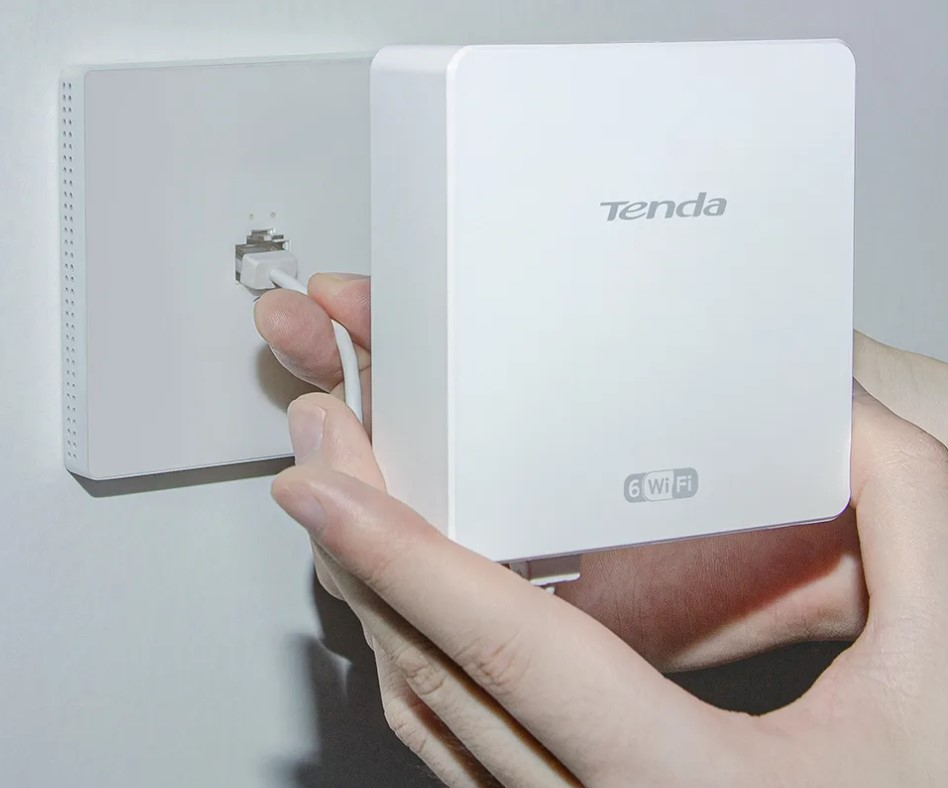
W15-Pro, un punto de acceso Wi-Fi diseñado para montarse en una caja de empalmes de 86x86 o superior. Cuenta con un diseño innovador, en el que las antenas se sitúan sobre la pared, proporcionando una propagación uniforme de las ondas de radio en todo el recinto.

Tenda es reconocida por su amplia gama de dispositivos de red, diseñados para satisfacer las necesidades tanto de las redes domésticas como de las oficinas. Su catálogo incluye conmutadores, dispositivos CPE de banda ancha, puntos de acceso Wi-Fi, puertas de enlace, enrutadores Wi-Fi, dispositivos powerline, soluciones de redes móviles, NVR y cámaras IP. Tenda se compromete a proporcionar soluciones de red asequibles y de fácil instalación. Los productos Tenda son conocidos por su rendimiento excepcional, señal estable y calidad superior, características que son apreciadas tanto en el entorno empresarial como por los usuarios individuales. Gracias a sus amplias capacidades de producción e investigación y desarrollo (I+D), la empresa diseña y fabrica en el sistema ODM para muchas otras empresas reconocidas a nivel mundial, la mayoría de las cuales son competidoras directas. Tenda fortalece su equipo atrayendo nuevo talento, reclutando anualmente a más de 100 graduados de universidades de prestigio. Esta estrategia no solo infunde nueva vida a la cultura organizacional de la empresa, sino que también contribuye a la innovación y al crecimiento continuo de Tenda en la industria de las redes. En conclusión, Tenda se distingue por la calidad de sus productos y su inversión en capital humano, consolidándose como un actor clave en el campo de las soluciones de networking.

## Historia de la Compañía
- 1999 Quán Dēngpíng (全登平) sienta las bases de la empresa que aspira a convertirse en líder en el suministro de equipos de red. Se lanzan los primeros adaptadores de red y se exportan con éxito a Turquía, Reino Unido, Hong Kong y Oriente Medio .
- 2000 Se registra la marca Tenda en China.
- 2006 Registro de la marca Tenda en más de 35 países.
- 2007 Tenda Technology recibe la distinción de "Marca Innovadora del Año" en la segunda ceremonia de reconocimiento a las principales marcas de TI en China. Este premio es uno de los premios más importantes en el territorio de la República Popular China.
- 2011 Comienza la colaboración con el líder mundial en el suministro de chipsets, Broadcom y se establece la asociación estratégica entre Tenda y Broadcom. Se inician los dispositivos inalámbricos de instalación rápida.
- En 2014, los productos Tenda ya se vendían de forma constante en más de 100 países.
- 2019 Comienza la construcción de la fábrica del Lago Songshan (Fase I). Se inaugura el centro unificado de Investigación y Desarrollo (I+D) con laboratorios certificados para investigación, desarrollo, prueba y verificación de equipos.
- 2021 La empresa recibió el premio "Shenzhen Advanced Manufacturing Pioneering Bull". La empresa fue incluida entre las 500 principales empresas manufactureras de la provincia de Guangdong y ocupó el puesto 139. En mayo se completó el acuerdo oficial entre Tenda Global Intelligent Manufacturing y el centro de investigación y desarrollo de Changsha . [3] En marzo se inauguró el Centro de I+D de Tenda en Changsha .
- 2022 En octubre de 2022, se completó el proyecto de la Fase II para la ampliación de las instalaciones de producción de Tenda en el lago Songshan. El Centro de I+D de Tenda Xi'an se inauguró en junio de 2022. [4]

## Instalaciones, fábricas, I+D, oficinas y empleados

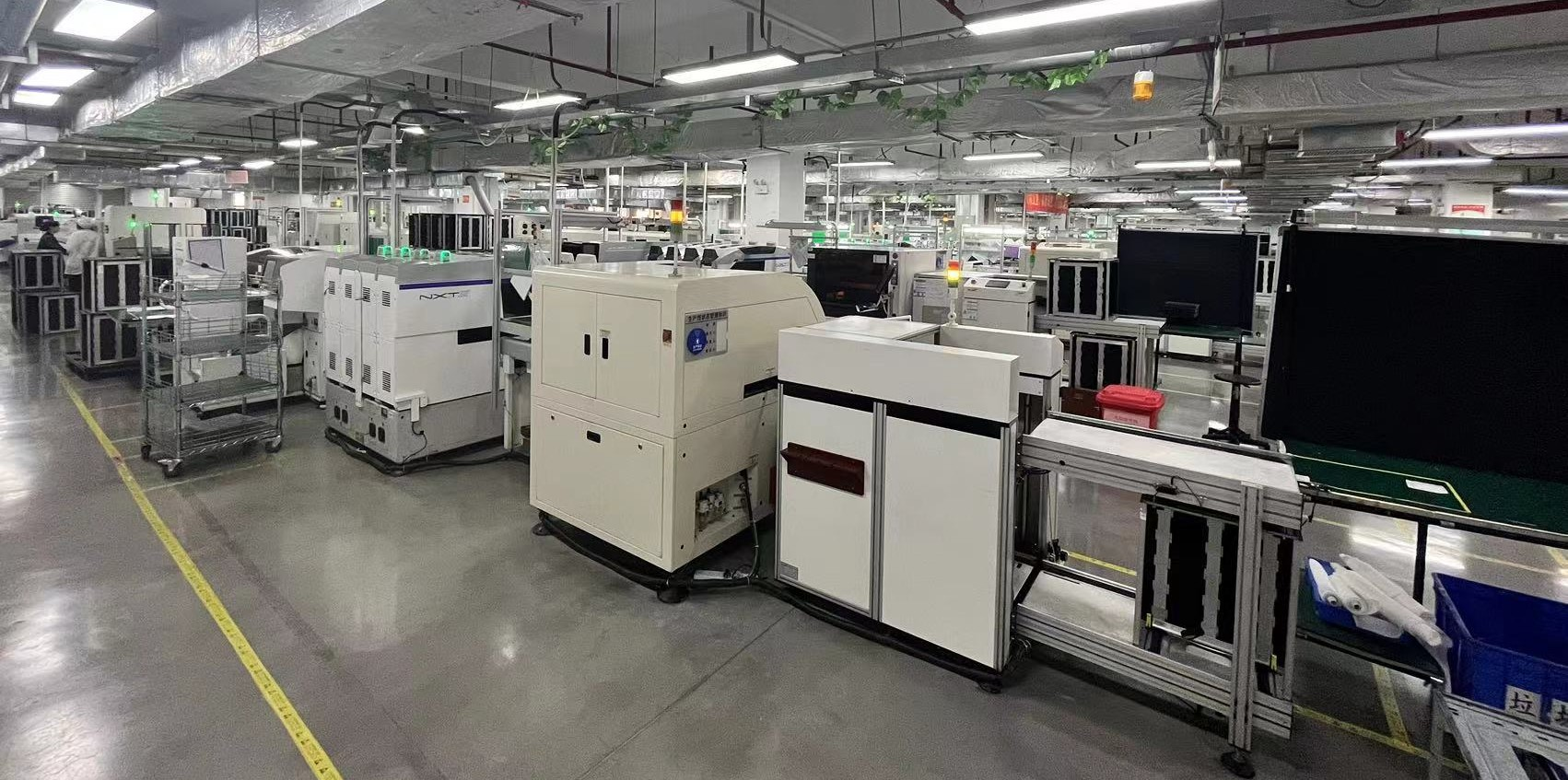
Imagen de una de las instalaciones de producción y montaje de equipos, distribuida en varios niveles con un total de 120.000 m².

El centro de producción de Tenda, situado en el Parque Industrial del Lago Songshan en Dongguan, es un modelo de modernidad y eficiencia. Se construyó con una inversión considerable de aproximadamente 84,24 millones de euros y abarca una superficie de 120.000 metros cuadrados. Tenda también dispone de seis centros de investigación y desarrollo (I+D) en China, ubicados en Changsha, Xi’an, Chengdu, Shenzhen y Hangzhou, además de uno en Silicon Valley, EE. UU. En 2022, estos centros de I+D contaban con un total de 600 empleados. Además, la empresa reinvierte más del 10% de sus ingresos anuales por ventas en investigación y desarrollo, lo que pone de manifiesto su compromiso con la innovación. Se prevé que, para 2024, Tenda contará con 4.000 empleados en China.

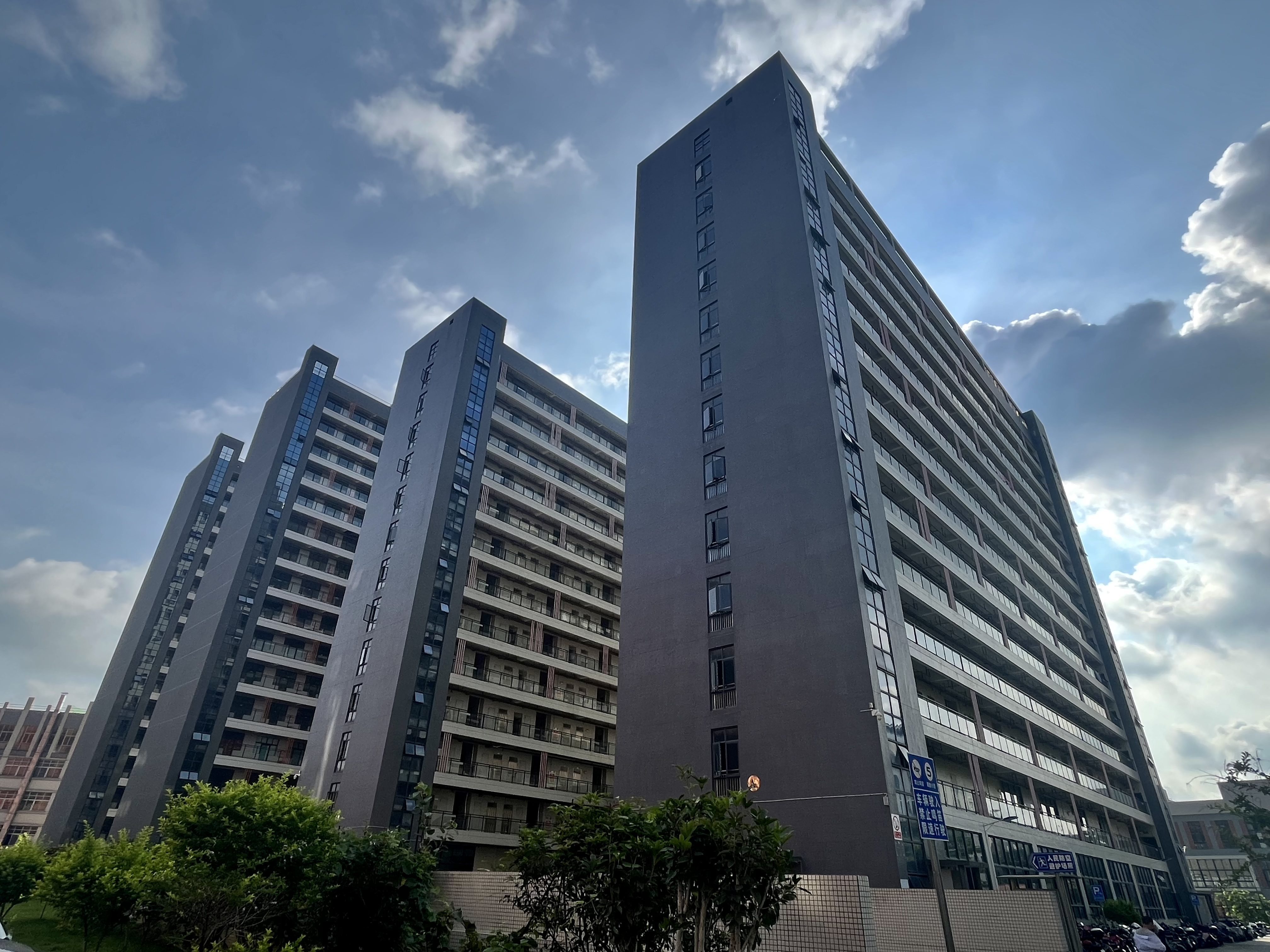
El dormitorio de Tenda, construido cerca de la fábrica, ofrece alojamiento para los empleados

A finales de 2021, la empresa contaba con 21 sucursales nacionales, cifra que se prevé aumentará hasta 26 en 2023, además de una completa red de agentes de ventas en toda China. Los productos y soluciones de Tenda se exportan a más de 120 países alrededor del mundo, lo que evidencia el alcance global de la empresa. Fuera de China, Tenda ha establecido nueve centros logísticos estratégicos en regiones como Oriente Medio y África (MEA), Europa del Este, Brasil, Polonia, entre otros. Estas sucursales gestionan operaciones logísticas en varios países clave de las regiones mencionadas. Además, para 2023, Tenda contaba con 35 representaciones oficiales internacionales, incluyendo EE. UU., Italia, Alemania, Australia, Rumania, Brasil, Polonia, España, Filipinas, Rusia, Canadá, India, Turquía, Colombia, Gran Bretaña, México, Sudáfrica, Argentina, Indonesia, Vietnam, Pakistán, Arabia Saudita, Francia, entre otros, para garantizar que el servicio y la asistencia estén al alcance de los clientes.  